# Hugo Jahnke
Curt Hugo (Hugo) Jahnke (Stockholm, 6 maart 1886 - Stockholm, 12 januari 1939) was een Zweeds turner.
Jahnke won tijdens de Olympische Zomerspelen 1908 de gouden medaille met het Zweedse team op de meerkamp.

## Olympische Zomerspelen
| Jaar | Plaats | Resultaten |
| ---- | ------ | ---------- |
| 1908 | Londen | team       |